# Campeonato Panamericano de Taekwondo de 1996
El IX Campeonato Panamericano de Taekwondo se celebró en La Habana (Cuba) en 1996 bajo la organización de la Unión Panamericana de Taekwondo.
En total se disputaron en este deporte dieciséis pruebas diferentes, ocho masculinas y ocho femeninas.

## Resultados

### Masculino
| Evento | Oro                                   | Plata                       | Bronce                                                          |
| ------ | ------------------------------------- | --------------------------- | --------------------------------------------------------------- |
| –50 kg | Mauricio Icaza · Ecuador              | Marcos Pereira · Brasil     | Carlos Koo · Guatemala · Yasmel Abreu · Cuba                    |
| –54 kg | Danny Vizcaíno · República Dominicana | Miguel Delgado Puerto Rico  | Eduardo González · Colombia · Ha-Yoon Sang · Canadá             |
| –58 kg | Óscar Salazar Blanco · México         | Steven Lee Estados Unidos   | Alyson Yamaguti · Brasil · Richard Borbor · Ecuador             |
| –64 kg | Steven López Estados Unidos           | Gabriel Labastida · Cuba    | Alejandro Hernando · Argentina · Rafael Zúñiga Carreón · México |
| –70 kg | Sebastián Zapata Argentina            | Erik Sánchez · Costa Rica   | Carlos Cosca · Brasil · Nassin Rodríguez · El Salvador          |
| –76 kg | Ángel Matos · Cuba                    | Arias Alveiro · Venezuela   | Luís Otávio · Brasil · Jean López · Estados Unidos              |
| –83 kg | Víctor Estrada · México               | Juan Alfredo Escobar · Cuba | Valerio Valdir · Brasil · Abel López · Puerto Rico              |
| +83 kg | Nelson Sáenz Miller · Cuba            | Sean Burke Estados Unidos   | Eduardo Cintra · Brasil · Gustavo Sánchez · México              |

### Femenino
| Evento | Oro                             | Plata                               | Bronce                                                              |
| ------ | ------------------------------- | ----------------------------------- | ------------------------------------------------------------------- |
| –43 kg | Liliana Aguirre Pérez · México  | Kay Poe Estados Unidos              | Yamila Díaz · Cuba · Elena Franco · Ecuador                         |
| –47 kg | Mandy Meloon Estados Unidos     | Águeda Pérez López · México         | Ketty Domínguez · Cuba · Irene Marina Vigo · Argentina              |
| –51 kg | Urbia Meléndez Rodríguez · Cuba | C. Word Argentina                   | Melany Ángeles Moras · Perú · Alina Garza Herrera · México          |
| –55 kg | Leonildes Santos · Brasil       | Cheryl-Ann Sankar Trinidad y Tobago | Kim Richer · Canadá · Karin Berg · Antillas Neerlandesas            |
| –60 kg | Elizabeth Evans Estados Unidos  | Vanina Sánchez Berón Argentina      | Maria Dias Simoni · Brasil · Charmie Sobers · Antillas Neerlandesas |
| –65 kg | Dana Martin Estados Unidos      | Yordanka Pereira · Cuba             | Ana Paula França · Brasil · Lyne Cote · Canadá                      |
| –70 kg | Mónica del Real Jaime · México  | Heidy Juárez · Guatemala            | Sonallis Mayan · Cuba · Barbara Kunkel · Estados Unidos             |
| +70 kg | Adriana Carmona · Venezuela     | Rebeca Quijas Luna · México         | Luz Cintrón Medina · Puerto Rico · Dominique Bosshart · Canadá      |

## Medallero
| Núm. | País                  | Oro | Plata | Bronce | Total |
| ---- | --------------------- | --- | ----- | ------ | ----- |
| 1    | Estados Unidos        | 4   | 3     | 2      | 9     |
| 2    | México                | 4   | 2     | 3      | 9     |
| 3    | Cuba                  | 3   | 3     | 4      | 10    |
| 4    | Argentina             | 1   | 2     | 2      | 5     |
| 5    | Brasil                | 1   | 1     | 7      | 9     |
| 6    | Venezuela             | 1   | 1     | 0      | 2     |
| 7    | Ecuador               | 1   | 0     | 2      | 3     |
| 8    | República Dominicana  | 1   | 0     | 0      | 1     |
| 9    | Puerto Rico           | 0   | 1     | 2      | 3     |
| 10   | Guatemala             | 0   | 1     | 1      | 2     |
| 11   | Trinidad y Tobago     | 0   | 1     | 0      | 1     |
| 11   | Costa Rica            | 0   | 1     | 0      | 1     |
| 13   | Canadá                | 0   | 0     | 4      | 4     |
| 14   | Antillas Neerlandesas | 0   | 0     | 2      | 2     |
| 15   | Colombia              | 0   | 0     | 1      | 1     |
| 15   | El Salvador           | 0   | 0     | 1      | 1     |
| 15   | Perú                  | 0   | 0     | 1      | 1     |
|      | TOTAL                 | 16  | 16    | 32     | 64    |